# Islandia na Letnich Igrzyskach Olimpijskich 1956
Letnie Igrzyska Olimpijskie 1956 były szóstymi w historii Islandii igrzyskami olimpijskimi. Trójskoczek Vilhjálmur Einarsson po raz pierwszy w historii wywalczył medal dla Islandii na igrzyskach olimpijskich.

## Medaliści
| Medal | Zawodnik             | Dyscyplina    | Konkurencja | Data         |
| ----- | -------------------- | ------------- | ----------- | ------------ |
|       | Vilhjálmur Einarsson | Lekkoatletyka | Trójskok    | 27 listopada |

## Wyniki zawodników

### Lekkoatletyka

#### Mężczyźni

##### Konkurencje biegowe
| Zawodnik            | Konkurencja   | Eliminacje | Eliminacje | Ćwierćfinały | Ćwierćfinały | Półfinały | Półfinały | Finał | Finał   | Źródło |
| Zawodnik            | Konkurencja   | Czas       | Pozycja    | Czas         | Pozycja      | Czas      | Pozycja   | Czas  | Pozycja | Źródło |
| ------------------- | ------------- | ---------- | ---------- | ------------ | ------------ | --------- | --------- | ----- | ------- | ------ |
| Hilmar Þorbjörnsson | Bieg na 100 m | 10.9       | 3.         | NQ           | NQ           | NQ        | NQ        | NQ    | NQ      | [ 1 ]  |

##### Konkurencje techniczne
| Zawodnik             | Konkurencja | Eliminacje | Eliminacje | Finał   | Finał   | Źródło |
| Zawodnik             | Konkurencja | Wynik      | Pozycja    | Wynik   | Pozycja | Źródło |
| -------------------- | ----------- | ---------- | ---------- | ------- | ------- | ------ |
| Vilhjálmur Einarsson | Trójskok    | 15,16 m    | 9. Q       | 16,26 m | srebro  | [ 2 ]  |